# 北川伸
北川 伸（きたがわ しん、1969年10月12日 - ）は、日本の脚本家、演出家、監督、シンガーソングライター、俳優。2009年12月に横浜キッドブラザース復活作品「哀しみのキッチン」で、脚本家、演出家としてデビュー。
神奈川県横浜市生まれ。日本演出者協会会員。

## 出演

### テレビ
- 「ありがとッ!」（TVK、2011年9月5日）- 横浜キッドブラザース紹介
- 「おじゃまっテレ」（FBC、2012年8月15日）

### ドラマ
- 「勝手にしやがれヘイ!ブラザー・第3話・化身」（一倉治雄監督、日本テレビ）
- 「火曜サスペンス劇場・家紋」（山根成之監督、日本テレビ）
- 「ゴリラ・警視庁捜査第8班・第38話・シンデレラガール」（辻理監督、テレビ朝日）

### 映画
- 「ウォータームーン」（東映）

### 舞台
- 「楡家の人びと」（東宝）

### ラジオ
- 「岡村洋一のシネマストリート」[1]（かわさきFM、2011年7月4日）（2011年7月～11月、月2回レギュラー）
- 「午後はとことんよろず屋ラジオ」（FBCラジオ、2012年8月9日）
- 「岡村洋一のシネマストリート」（かわさきFM、2014年9月8日）

### 新聞・雑誌
- 日刊スポーツ（2009年11月16日号）[2]
- 女性セブン（2009年12月24日号）[3]
- 夕刊フジ（2010年2月10日号）[4]

### CM
- 日清中華ラーメン
- 新興産業「パッ!と、さいでりあ」
- ジャスコ
- 大正製薬「大正漢方胃腸薬」
- 宝くじドリームジャンボ'09

### ライブ
1995年よりバンド「波動」で作詞・作曲、ボーカル・ギター・ハーモニカを担当し、原宿ruido、四谷フォーバレー、クラブチッタ川崎などでライブ活動を行う。
また、ホテル新潟において「波動」クリスマスライブを行う。
音楽活動を行いながら、俳優として数々のドラマ、映画、舞台作品等に勢力的に出演する。
俳優としては、2001年ヤクルトホール公演 藤城清治の舞台
『ケロヨンのぼうけん』ケロヨンの声を担当し 、活動を一時休止する
2009年に復活し、2011年より渋谷ruido K2  他にて現在までライブ活動を行っている。
2015年 - 2016年は、大病を患い入院を繰り返し治療に専念する年になる。2017年は、この体験を活かし再出発の年にするとの意気込み。
2017年、北川伸は、音を観せるステージ。
Live 心に寄り添うsound songsを展開する。第一弾としてアニバーサリーsongs Kushiyaki soulの音源化とステージ化を企画中。
再び SINの熱い魂の叫びの波動をステージに放つ。
新たに、制作企画事務所 YOKOHAMA KID BROTHERS を立ち上げる予定との事。

## 舞台演出作品
- 哀しみのキッチン（2009年12月）
- 哀しみのキッチン 再演（2010年2月）
- 冬のシンガポール（2010年7月）
- 街のメロス（2010年12月）
- Live~The kid song~（2011年6月）
- 哀しみのキッチン アンコール（2011年7月、10月）
- Live -Kushiyaki soul-（2012年4月30日、5月28,29日）
- Live -Soul Songs-（2012年6月30日）
- Live -海・風の歌を聴け- in 敦賀（2012年8月16日）
- ぼくらの季節「冬」(2013年1月)
- ペルーの野球（2013年11月、2014年9月）
- Live「The truth~唄は魂の叫び~」（2014年11月4日）

## 関連人物
- 東由多加
- 藤城清治
- 長渕剛
- 堀勉
- 巻上公一
- 長谷直美